# Dance, Dance, Dance (telenovela brasileña)
Dance Dance Dance fue una telenovela brasileña producida y transmitida por Rede Bandeirantes entre 1 de octubre de 2007 al 12 de mayo de 2008, un total de 161 capítulos.
Con el argumento de Juana Uribe (productor Yo soy Betty, la fea), la trama fue escrita por Yoya Wursch colaboración con Mario Viana, Marcio Tadeu y Queiroz Flavio. Dirigida por Alceu Vasconcelos y Luis Antonio Pia, con la dirección general de Del Rangel.
Presentado en los papeles principales Juliana Baroni, Ricardo Martins y Dip Angela.
La novela se repitió pagado por canal infantil Boomerang a partir del día 9 de febrero de 2009, de lunes a viernes, a las 17 p. m., con repetición a las 22h, 12h y los fines de semana. La estación salió al aire todos los capítulos y la repetición en término 24 de septiembre de 2009, el jueves y el viernes, día 25 fue el que vuelve a mostrar el capítulo final, completando los 161 capítulos de la trama original.
Entre el 5 de marzo al 12 de octubre de 2012, el cearense estación de TV Diario exhibió la novela, 17,00. Este fue el tercer y último aparece en las novelas de la estación de la red, como también fue el tercer Band telenovela.

## Elenco
| Actor            | Personaje               |
| ---------------- | ----------------------- |
| Juliana Baroni   | Sofia Ivanitch          |
| Ricardo Martins  | Rafael Marques Castilha |
| Dayenne Mesquita | Amanda Vasconcelos      |

Actor Invitado
| Ator           | Personagem     |
| -------------- | -------------- |
| Eduardo Galvão | Lúcio Pimentel |

Actrices Invitadas
| Ator              | Personagem                     |
| ----------------- | ------------------------------ |
| Cláudia Lira      | Lígia Vasconcelos (Diana Flag) |
| Clarisse Abujamra | Leonor Marques                 |
| Vera Zimmermann   | Marta Vega                     |

Con
| Ator               | Personagem                    |
| ------------------ | ----------------------------- |
| Giulio Lopes       | Miguel Castilha               |
| Ângela Dip         | Araci Barbosa                 |
| Edson Fieschi      | Wagner Luz                    |
| Juliana Almeida    | Vilma Santos                  |
| Daniela Camargo    | Dra. Vanessa Lee              |
| Dudu Pelizzari     | Diego Vasconcelos             |
| Angélico Vieira    | Bruno Medeiros                |
| Luciano Chirolli   | Estéfano Leoni (Jack Block)   |
| Vanessa Machado    | Rebeca Braga                  |
| Roberto Alencar    | Klaus Bernstein               |
| Daniella Galli     | Eva De Albuquerque            |
| Lorenzo Martin     | Christian García (Chris)      |
| David Y.W. Pond    | Tommy Ming (Dr. Ming)         |
| Danielle di Donato | Celeste Oliveira de Almeida   |
| Francisco Carvalho | Lourival de Almeida           |
| Leonardo Cortez    | Alandelon de Almeida          |
| Maíra Charken      | Sheila de Almeida (Sheilinha) |
| Júlia Oristânio    | Lucena Coutinho               |

- Daniel Granieri - Tomás Braga
- Jarbas Homem de Mello - Paulo Alves
- Pablo Rodrigues - Roberto Fernandes (Bob)
- Luciana Bollina - Nadira Mansur
- Paula Miessa - Luciana (Funny Lu)
- Giselle Ingrid - Maria Pereira
- Patrícia Gasppar - Dirce Xavier
- Endrigo Baggio - Émerson Xavier
- D'Black - Marcos Paulo Neto (MP3)
- Fernando Limeira - Santiago
- Naruna Costa - Suzy Farias
- Michel Martins - Sidney Farias (MC Diney)
- Rachel Ripani - Vitória Mendes (Vick)
- Denise Machado - Solange
- Luciana Azevedo - Patrícia
- Maurício Branco - Antônio Lucena
- Ithamar Lembo - Juárez Xavier
- Lavínia Pannunzio - Rosa Montenegro
- Eliana Ferraz - Mônica Fontana

### Presentando
- Esther Laccava - Tatiana Ivanitch
- Fernando Belo - Eric Maia
- Aline Ramos - Mariana (Mari)
- Tutu - Cão Stop

### Niños
- Bruno Camargo - Robson de Souza (Robinho)
- Wesley Paulo - André Pereira (Dedé)
- Liana Lopes - Daniela Leoni de Albuquerque (Dani)

### Participaciones especiales
- Monah Delacy como Dona Sofia Ivanitch (Babusca)
- Ana Machh - Verônica Marques
- Aldine Müller - Ângela García
- Norival Rizzo - Otávio García
- Monique Lucena - Renata
- Duio - como Marcelo
- Jiddu Pinheiro - Ricardo
- Eduardo Dorval - Valdir Pereira
- Carolina Magalhães - Talita
- Jessica Ribeiro Aidar - Daniela

#### Como ellos mismos
- Natália Guimarães
- José Luiz Datena
- Raul Gil
- Carlinhos de Jesus
- Banda Nx Zero

- Datos: Q5797950